# Dragodol
Dragodol (Servisch cyrillisch Драгодол) is een plaats in de Servische gemeente Osečina. De plaats telt 611 inwoners (2002).

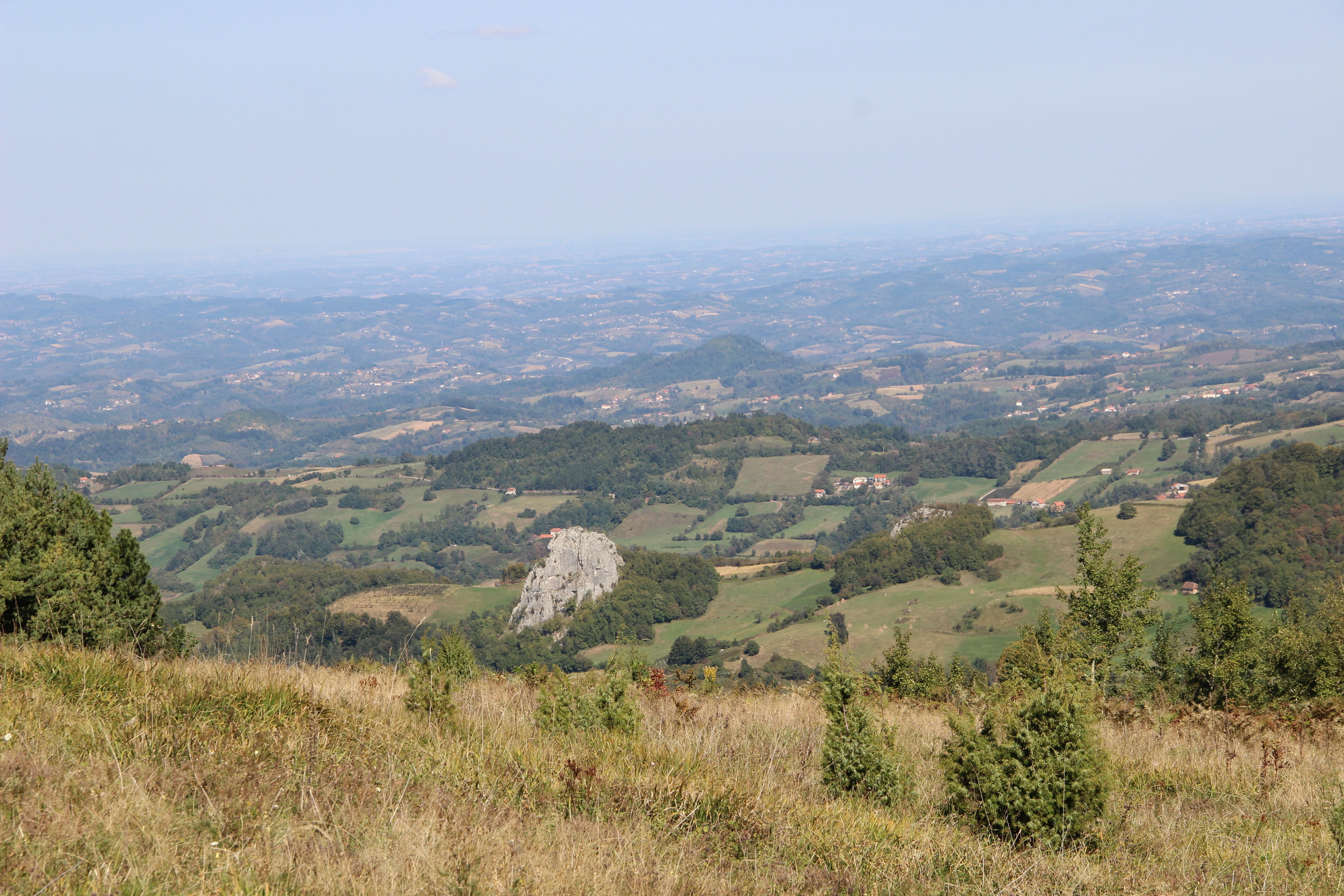
Dragodol - panorama
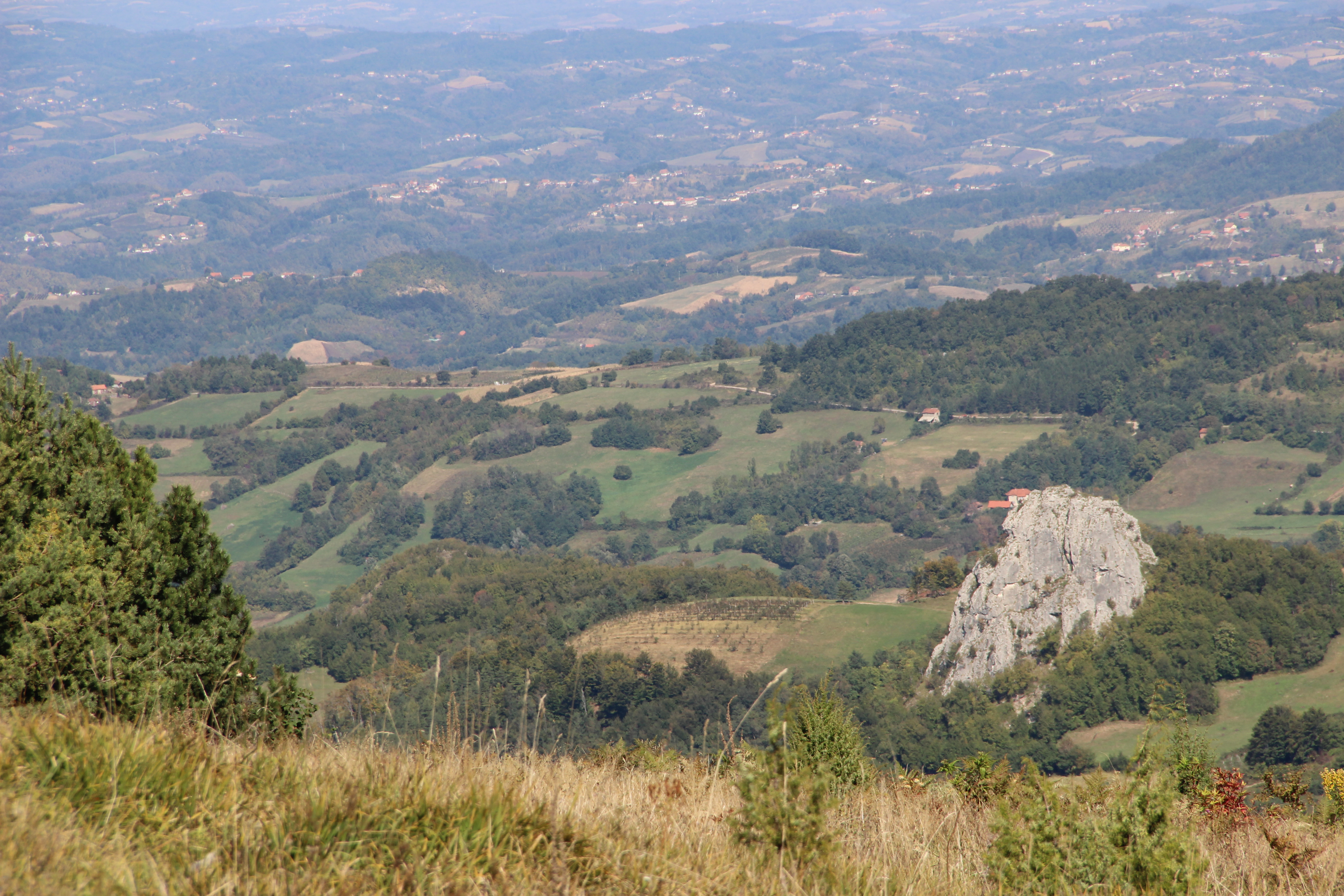
Dragodol - panorama
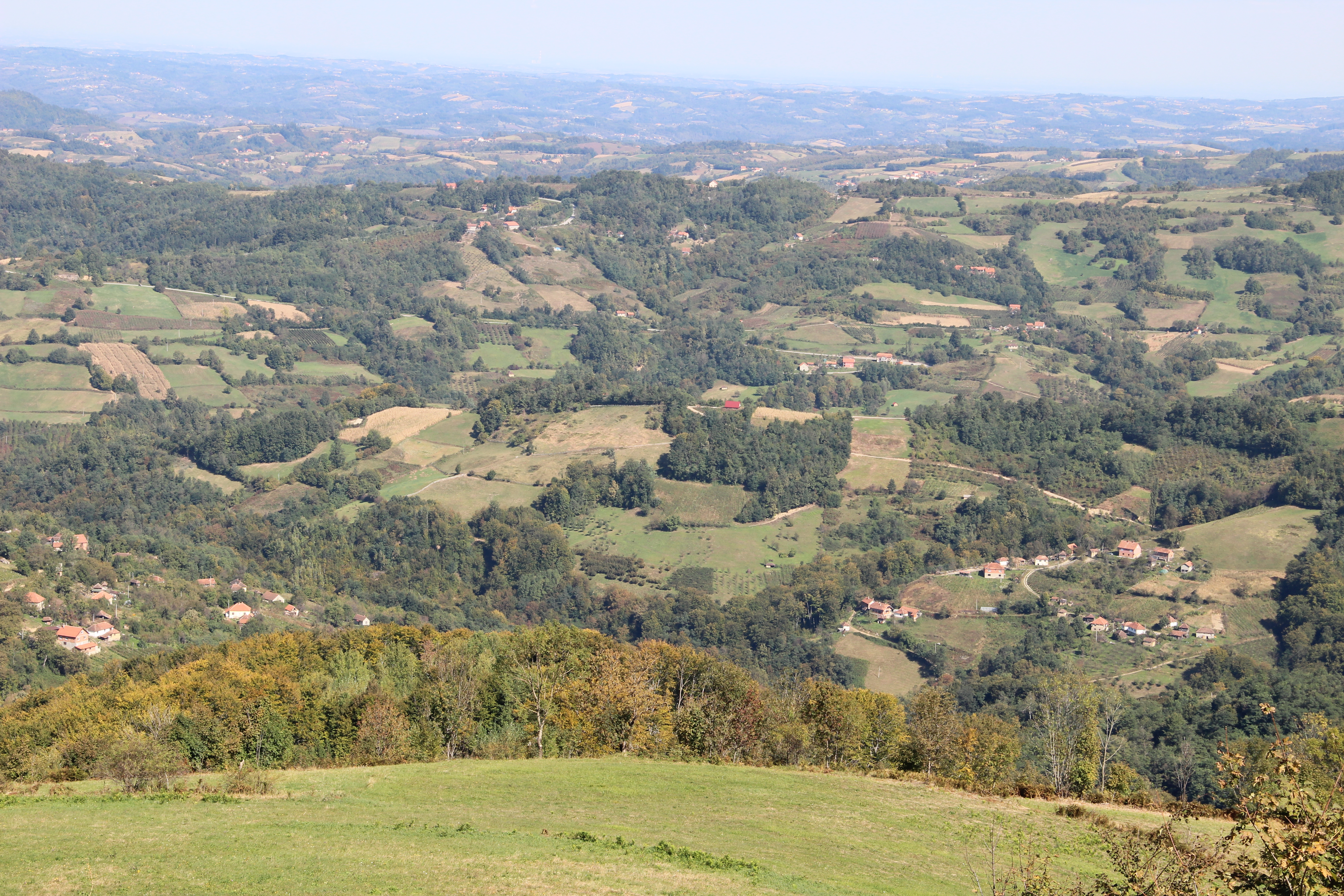
Dragodol - panorama
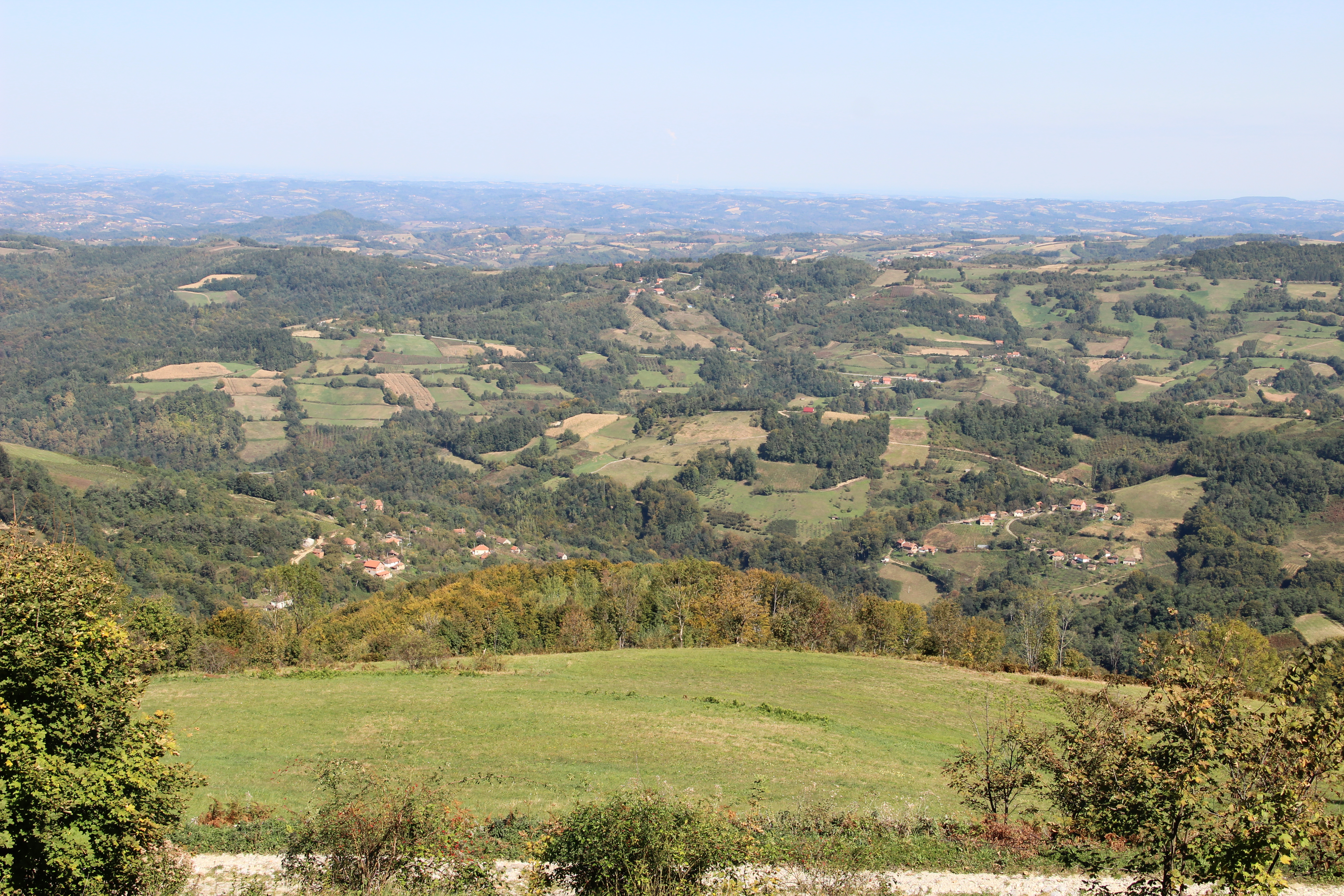
Dragodol - panorama
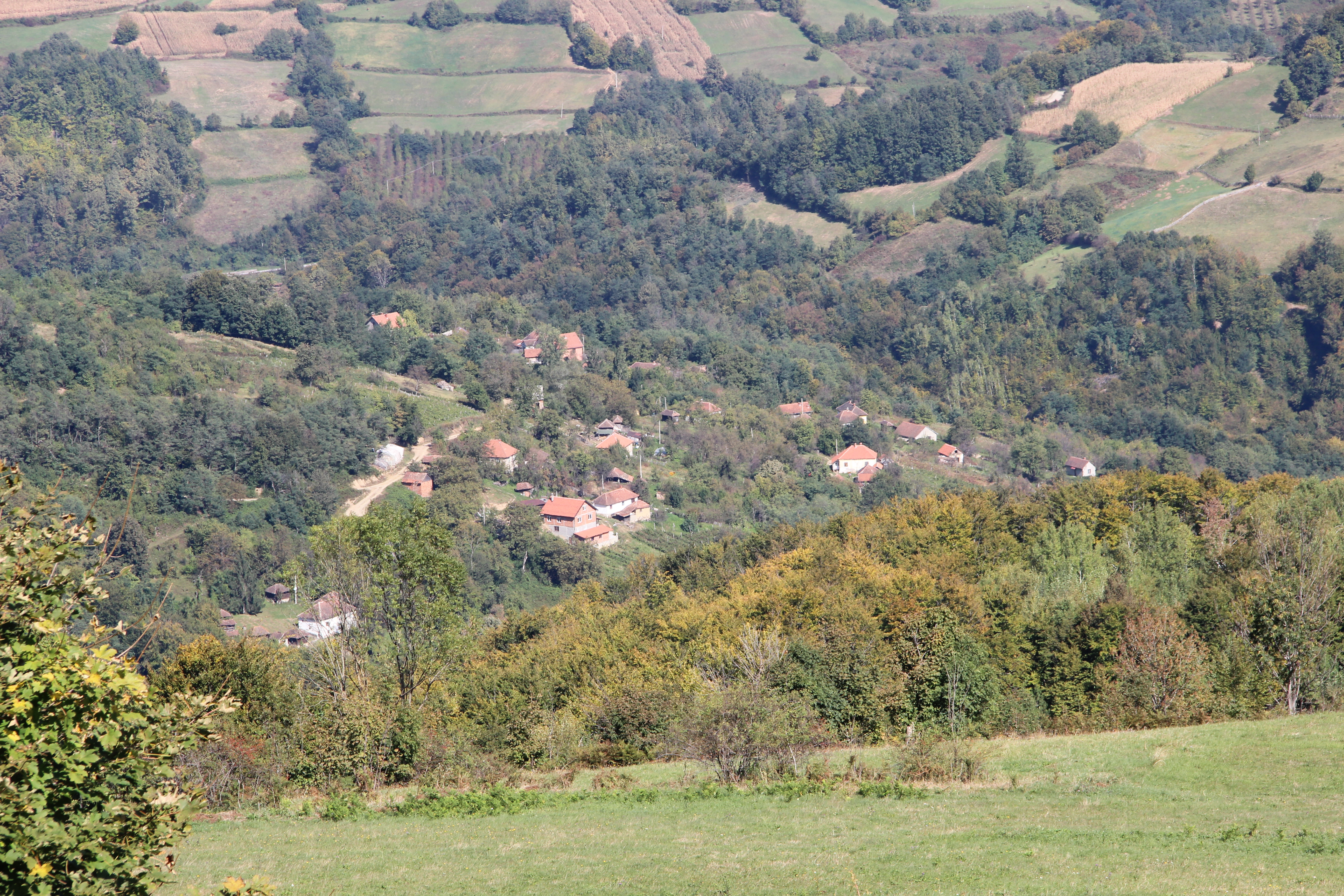
Dragodol - panorama
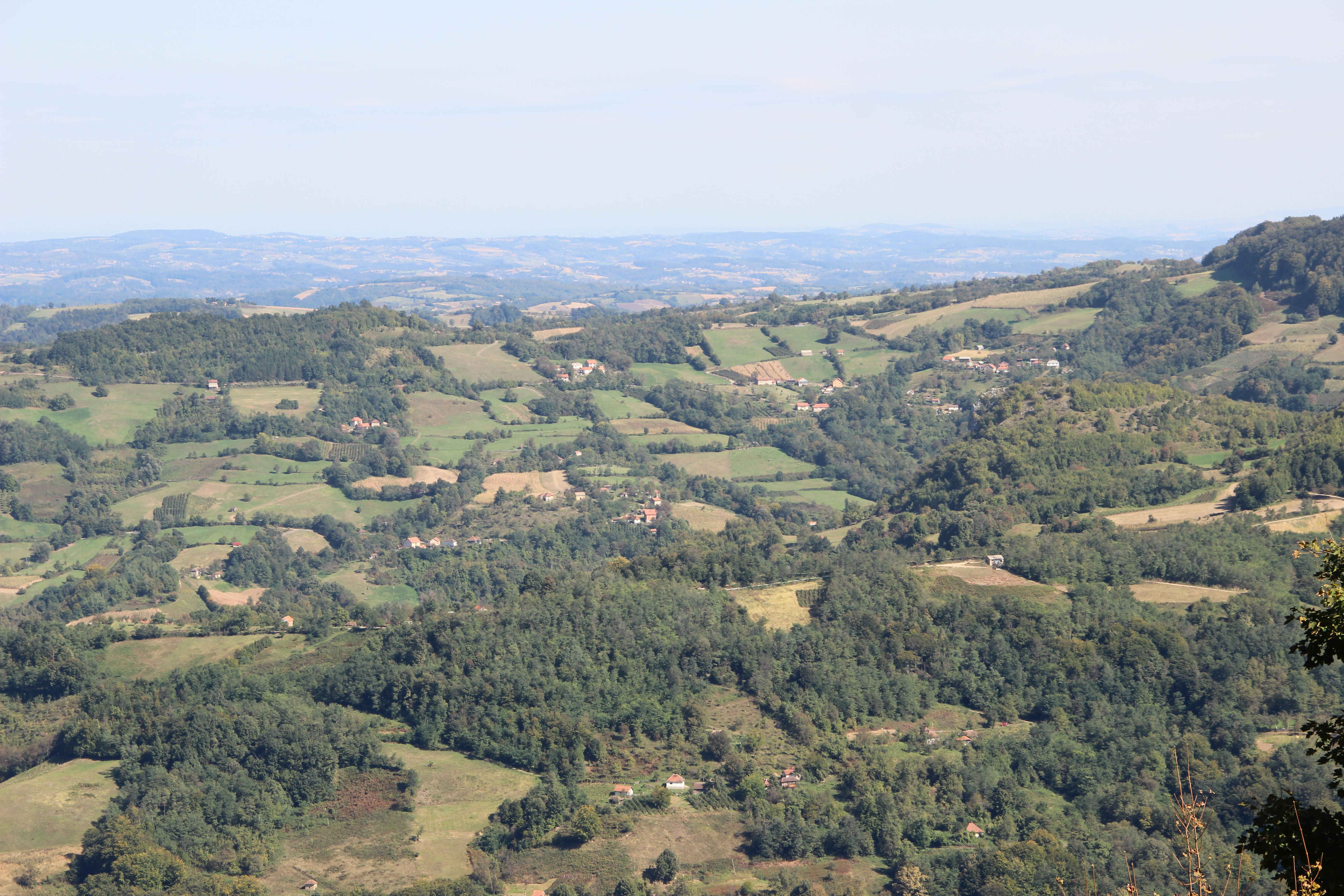
Dragodol - panorama